# Tomice (Repubblica Ceca)
Tomice è un comune della Repubblica Ceca facente parte del distretto di Benešov, in Boemia Centrale.